# محمد کامل عاملی
محمد کامل شعیب العاملی نویسندهٔ لبنانی است. در ۱۸۹۰ م در الشرقیه لبنان متولد شد. در ۱۹۲۴ م مجلهٔ عروةالوثقی را تأسیس کرد. در نشریات المقطم، الاقبال و العرفان مقاله می‌نوشت. از آثار او عبارتند از: الانسان الاول، الحماسیات، الدهریة و الاسلام. وی در ۱۹۸۰ م درگذشت.